# مجلس قضاء باتنة
مجلس قضاء باتنة. انشأ بموجب الأمر 73-74 المؤرخ في 12 جويلية 1974 و الذي يتضمن إحداث مجالس قضائية، يترأسه حايا سماتي السعيد والنائب العام خرابي إبراهيم. تقع بناية المجلس في طريق بسكرة باتنة.